# چنگ-اروکتو (شهرستان ایسیق‌کول)
چنگ-اروکتو (به لاتین: Chong-Örüktü) یک روستا در قرقیزستان است که در شهرستان ایسیق‌کول واقع شده‌است. چنگ-اروکتو ۲٬۰۴۵ نفر جمعیت دارد و ۱٬۶۷۵ متر بالاتر از سطح دریا واقع شده‌است.